# Micereces de Tera
Micereces de Tera is een gemeente in de Spaanse provincie Zamora in de regio Castilië en León met een oppervlakte van 34,04 km². Micereces de Tera telt 488 inwoners (1 januari 2016).

## Demografische ontwikkeling
Bron: INE, 1857-2011: volkstellingen
Opm.: In 1857 werden de gemeenten Santibáñez de Tera, Abraveses de Tera en Aguilar de Tera aangehecht; in 1940 werd Santibáñez de Tera opnieuw een zelfstandige gemeente